# 114689 Tomstevens
114689 Tomstevens è un asteroide della fascia principale. Scoperto nel 2003, presenta un'orbita caratterizzata da un semiasse maggiore pari a 2,7606083 UA e da un'eccentricità di 0,1098506, inclinata di 2,20905° rispetto all'eclittica.